# Facundo Quignon
Facundo Tomás Quignon (Buenos Aires, 2 maggio 1993) è un calciatore argentino, centrocampista del Belgrano.

## Caratteristiche tecniche
È un centrocampista centrale.

## Palmarès

### Club

#### Competizioni nazionali
- Campionato argentino: 1

San Lorenzo: 2013 Inicial

#### Competizioni internazionali
- Coppa Libertadores: 1

San Lorenzo: 2014